# 버쌍
버쌍 (태국어: บ่อสร้าง)은 치앙마이 주 싼깜팽 군 외곽 지역에 있는 수공예 마을이다. 꽃으로 꾸며진 아름다운 색의 수제 우산이나 태국 전통 양식의 도자기 등 수공예품으로 유명한 마을이다.